# Canyon Donnelly
Pour les articles homonymes, voir Donnelly.
Le canyon Donnelly (en anglais : Donnelly Canyon) est un canyon de l'Utah, aux États-Unis. Situé dans le comté de San Juan, il est protégé au sein du Bears Ears National Monument. Ses parois constituent un site d'escalade réputé.